# رهج أعلى

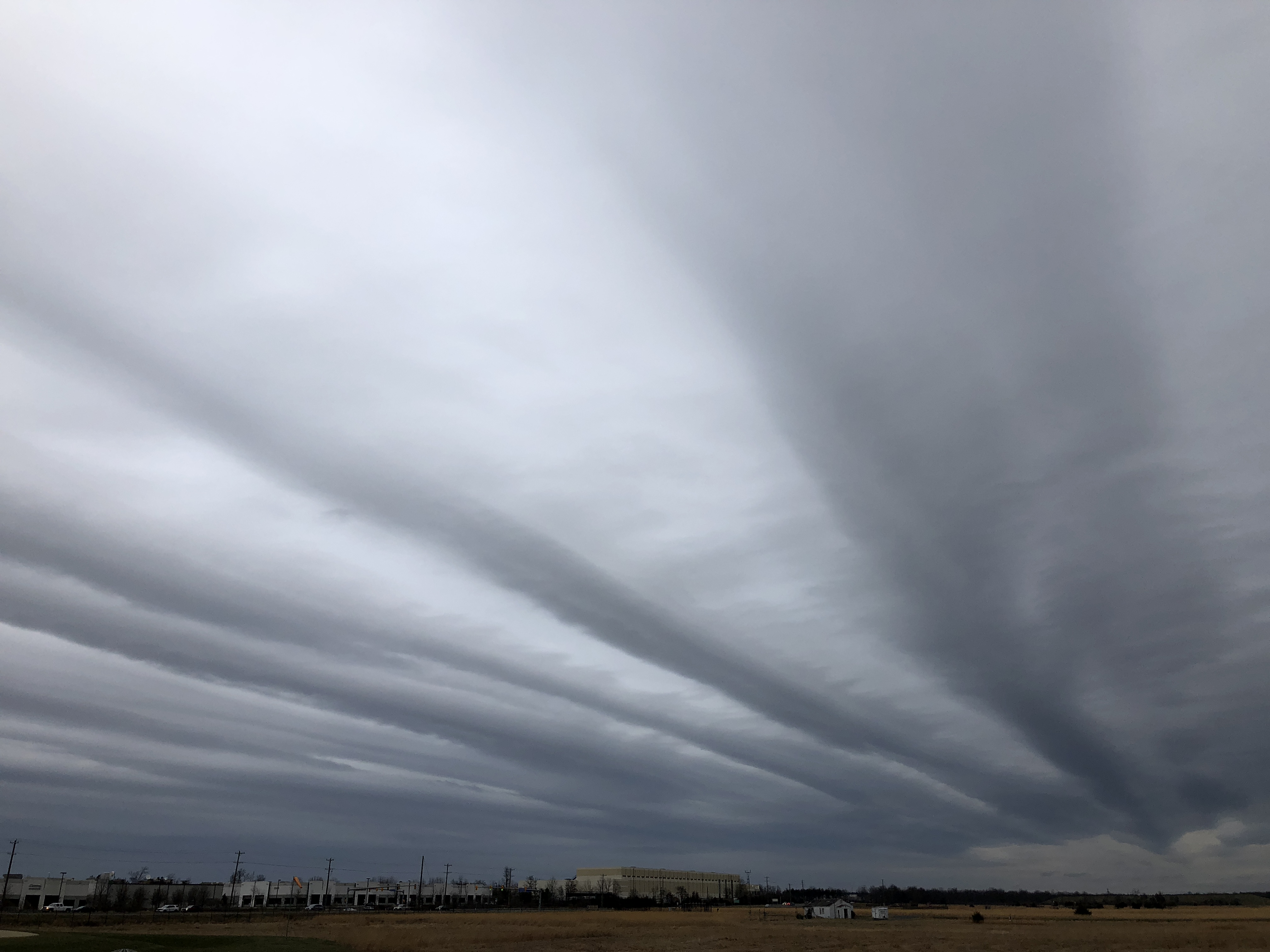
يُظهر الرهج الأعلى عِصَابات متوازية مميزة

الرَّهج الأعلى أو العالي هو جنس سحابة متوسط الارتفاع يتكون من قطرات الماء أو بلورات الجليد أو مزيج من الاثنين. تتكون عندما ترتفع كتل كبيرة من الهواء الدافئ الرطب ما يؤدي إلى تكثف بخار الماء. عادة ما يَكون الرهج الأعلى صفائح رمادية أو زرقاء بلا ملامح وذلك مع أن لبعض أشكاله قواعد متموجة أو مُعَصَّبَة. يمكن رؤية الشمس من خلال سحب الرهج الأعلى الرقيقة، لكن الطبقات الثخينة يمكن أن تكون معتمة تمامًا.
يُنبِئ الرهج الأعلى عادةً بوصول الجبهات الدافئة. فما أن تصل سحب الرهج الأعلى مصحوبةً بجبهة دافئة حتى يتبعها هطول أمطار أو ثلوج مستمرة في غضون الساعات ال 12 إلى 24 القادمة. ومع أن الرهج الأعلى تتنبأ بوصول جو أكثر دفئًا ورطوبة إلا أنها نفسها لا تنتج هطولًا كبيرًا. قد تكون العواصف الرعدية مصحوبة بالرهج الأعلى فتجلب عند ذلك زخات من المطر فقط.

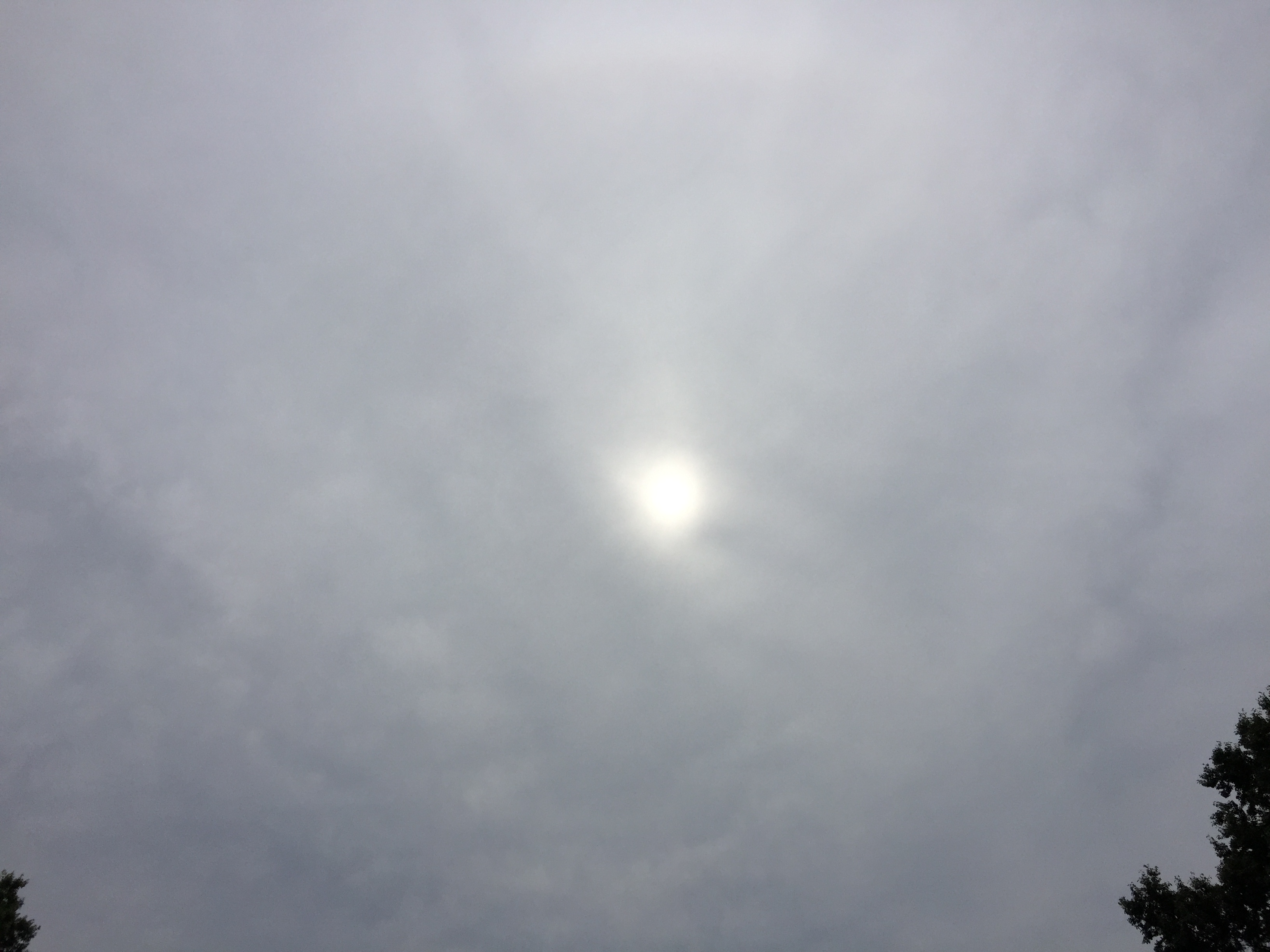
تظهر الشمس ظهورًا خافتًا في حين يكون الرهج الأعلى شفافًا

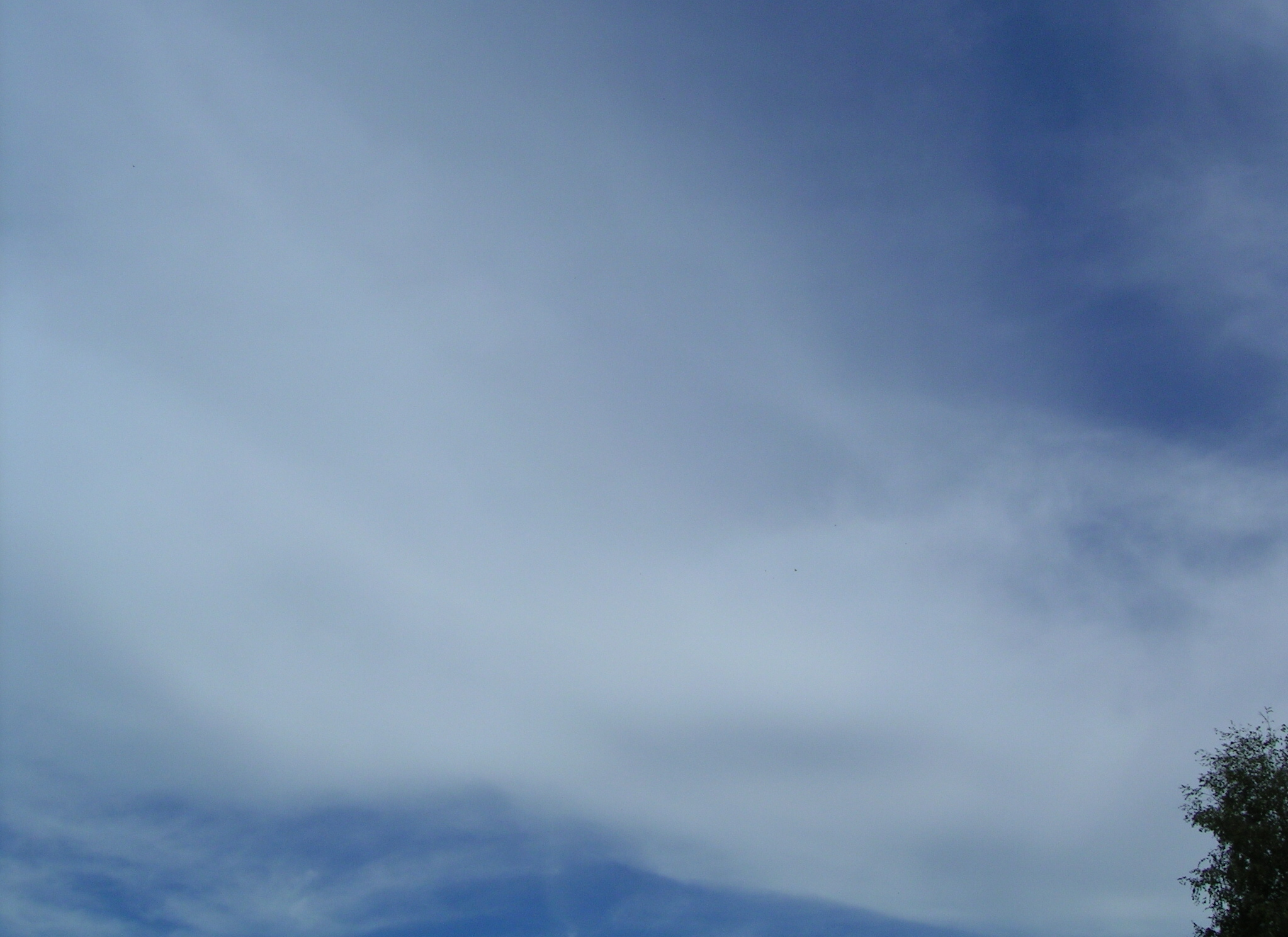
للمقارنة سمحاق طبقي

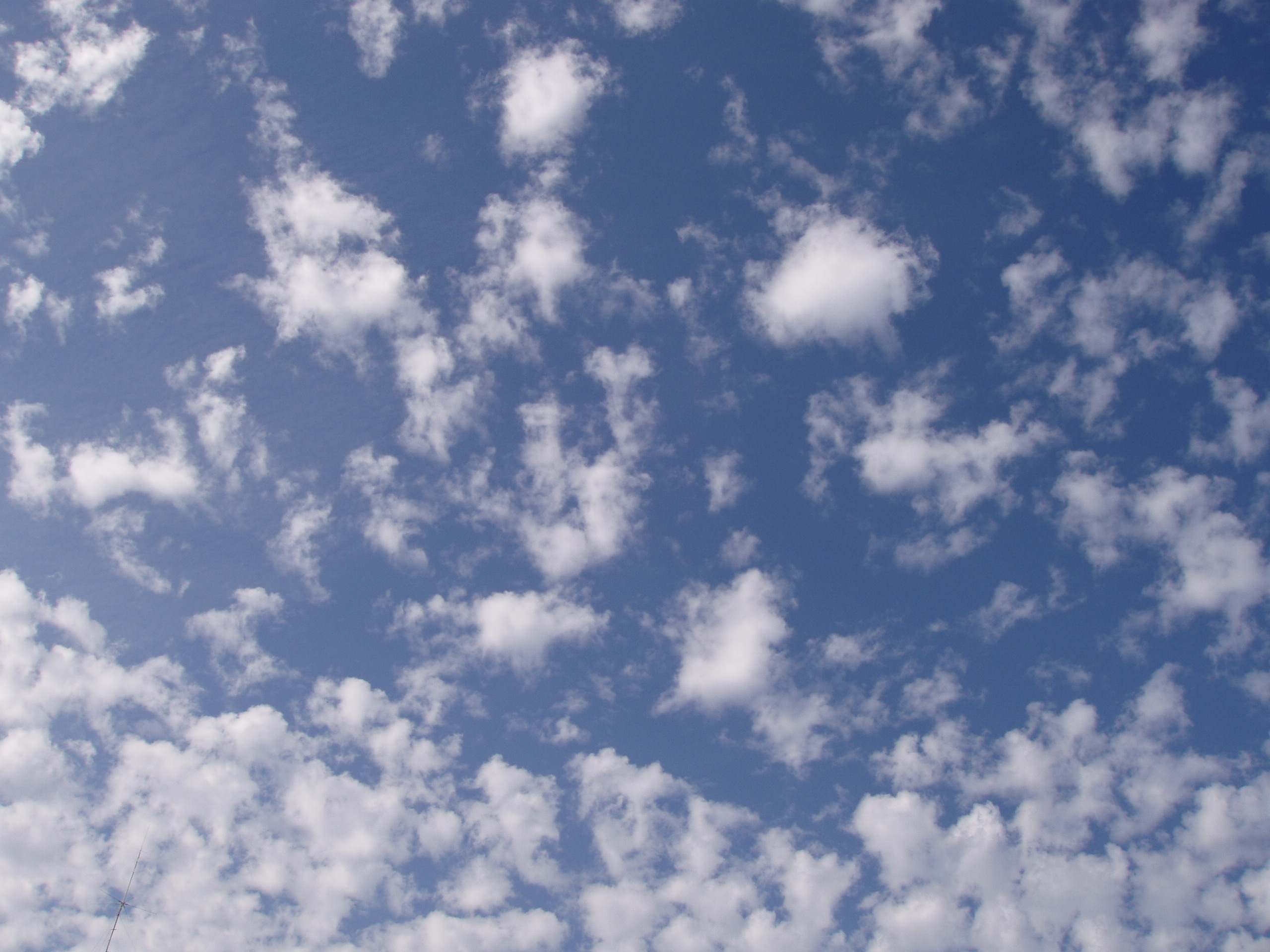
للمقارنة ركام أعلى

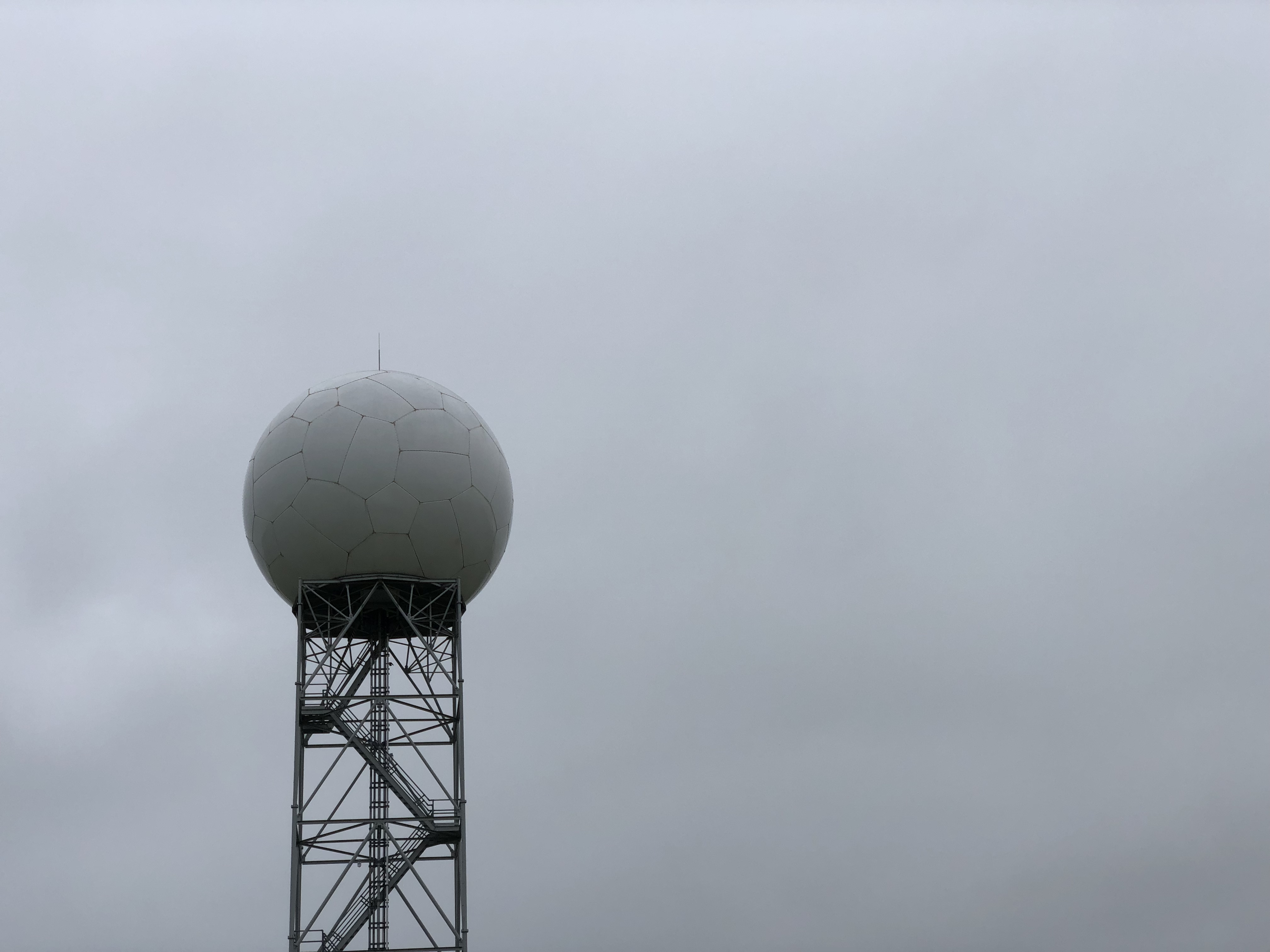
للمقارنة رهج

## الأسماء
ومن أسمائه: الزَّعْبَج أو الزِّعْبِج أو الطَّاخر أو الطُّخْرُور أو السحاب الطبقي متوسط الارتفاع أو الرَّباب